# Lipót
Lipót est un village et une commune du comitat de Győr-Moson-Sopron en Hongrie.

## Sport
Le club de football Lipót SK est basé à Lipót.